# Heverley-Nunatakker
Die Heverley-Nunatakker sind eine kleine und verhältnismäßig isolierte Gruppe von Nunatakkern im westantarktischen Marie-Byrd-Land. In den McCuddin Mountains ragen sie 22 km nordöstlich des Gipfels des Mount Flint auf.
Der United States Geological Survey kartierte sie anhand von Vermessungen und Luftaufnahmen der United States Navy aus den Jahren von 1959 bis 1965. Das Advisory Committee on Antarctic Names benannte sie 1974 nach Harry W. Heverley (* 1941), Bauarbeiter auf der McMurdo-Station in den Jahren 1962 und 1963 sowie Mitglied der Überwinterungsmannschaft auf der Amundsen-Scott-Südpolstation im Jahr 1971.